# 寺内詩織
寺内 詩織（てらうち しおり、1990年 - ）は、日本のヴァイオリニスト。

## 経歴
1990年、徳島県徳島市で生まれた。桐朋女子高等学校音楽科を経て、桐朋学園大学音楽学部に入学。ヴァイオリンを猪子恵、森川京子、工藤千博、辰巳明子に、バロックヴァイオリンを、戸田薫、寺神戸亮に師事。
2006年に第10回ヴィエニアフスキ&リピンスキ記念若いヴァイオリニストのための国際コンクールジュニア部門第3位となり、同年にシャネル主催「ピグマリオン・デイズ」のアーティストに選ばれ注目された。
2009年に第7回レオポルト・モーツァルト国際ヴァイオリンコンクール委託作品賞を受賞。同年にドイツ・アウクスブルクにてフランギス・アリ＝ザデー「Dastan」を初演。またブルガリア国立ソフィアフィルハーモニーと定期演奏会にて共演。
2010年、飯森範親指揮・東京交響楽団と共演。

## 受賞
- 2004年：第58回全日本学生音楽コンクール大阪大会第1位
- 2005年：第3回名古屋国際コンクール第3位・聴衆賞
- 2006年：第10回ヴィエニアフスキ&リピンスキ記念若いヴァイオリニストのための国際コンクールジュニア部門第3位
- 2007年：第76回日本音楽コンクール入選・聴衆賞
- 2008年：第77回日本音楽コンクール第3位[2]
- 2009年：第7回レオポルト・モーツァルト国際ヴァイオリンコンクール委託作品賞
- 2009年：第7回東京音楽コンクール弦楽部門第3位・聴衆賞[1]
- 2010年：第20回ニューヨークSMFコンチェルト・コンペティション第1位
- 2010年：第7回フリッツ・クライスラー国際ヴァイオリンコンクール第5位